# Aleksej Viktorovič Ščusev
Aleksej Viktorovič Ščusev, in russo Алексей Викторович Щусев? (Chișinău, 8 ottobre 1873 – Mosca, 24 maggio 1949), è stato un architetto russo.

## Biografia
Esponente del classicismo socialista, tra le opere si ricordano un monumento per la Battaglia di Kulikovo, alcune stazioni della metropolitana di Mosca, Komsomol'skaja-Kol'cevaja, la ristrutturazione del palazzo della Lubjanka, la Chiesa russa di Bari e quella di Sanremo, il padiglione russo nei Giardini della Biennale. Fu docente all'Università Statale di Arti e Industria Stroganov di Mosca.

## Galleria d'immagini

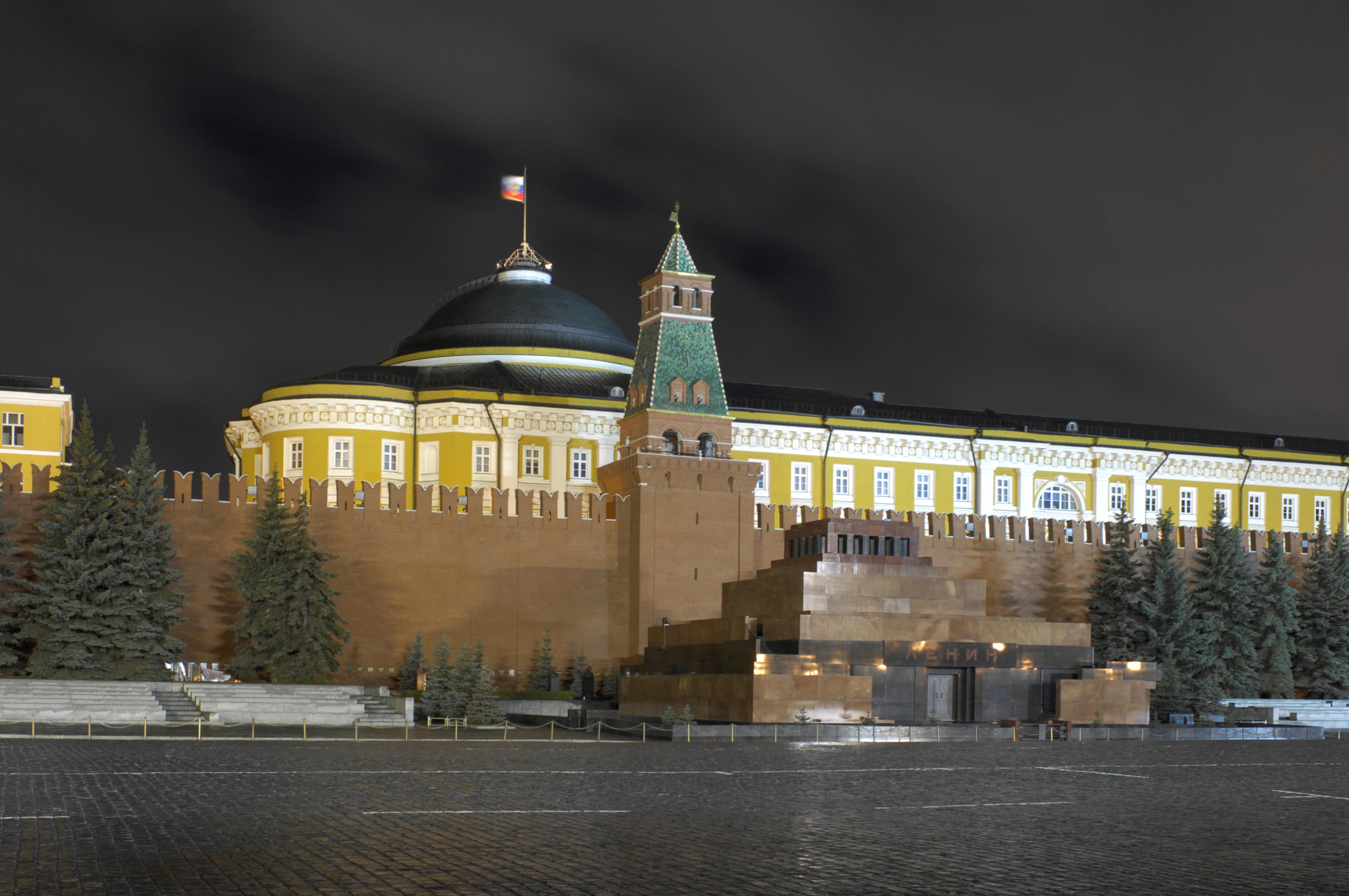
Mausoleo di Lenin
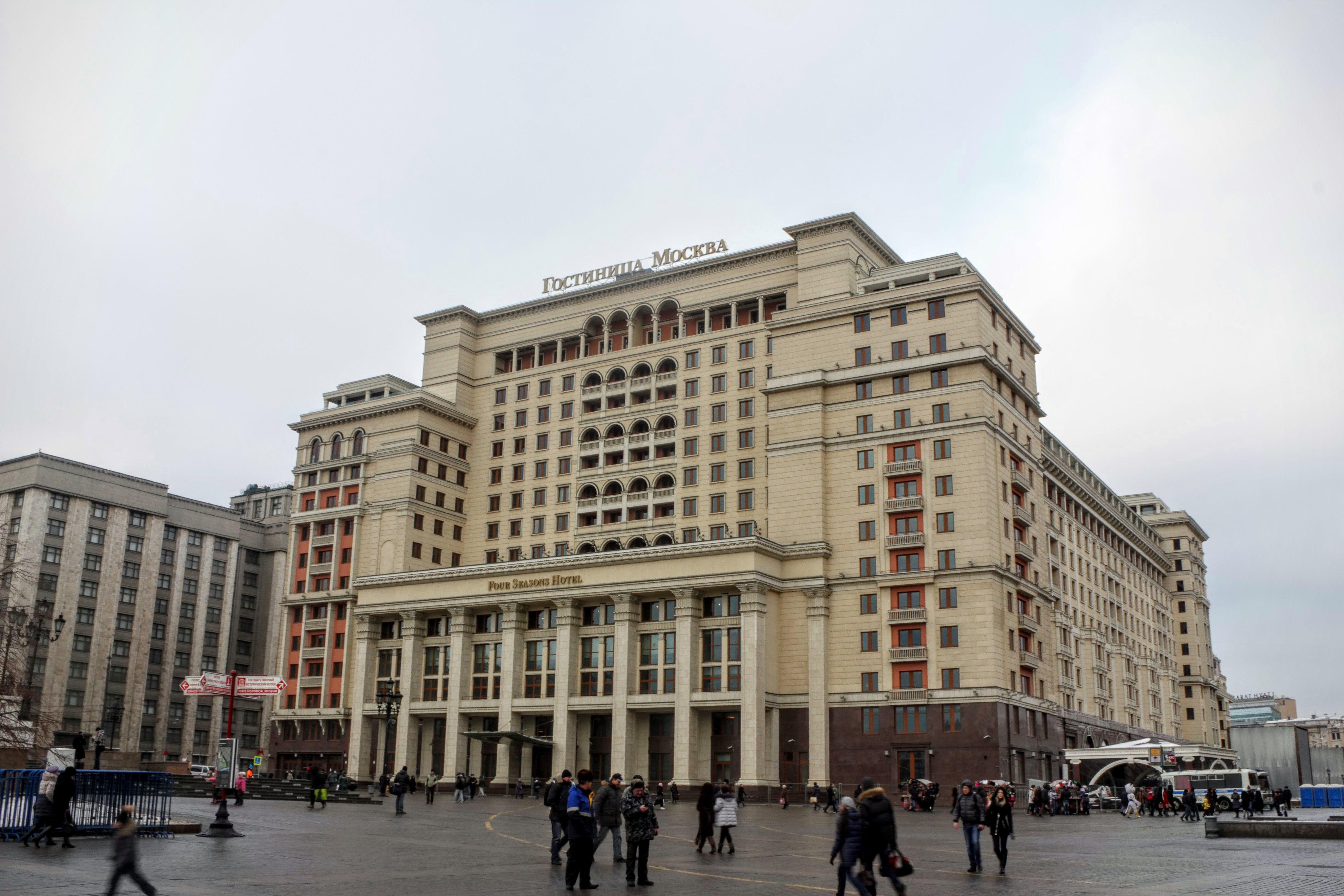
Hotel Mosca
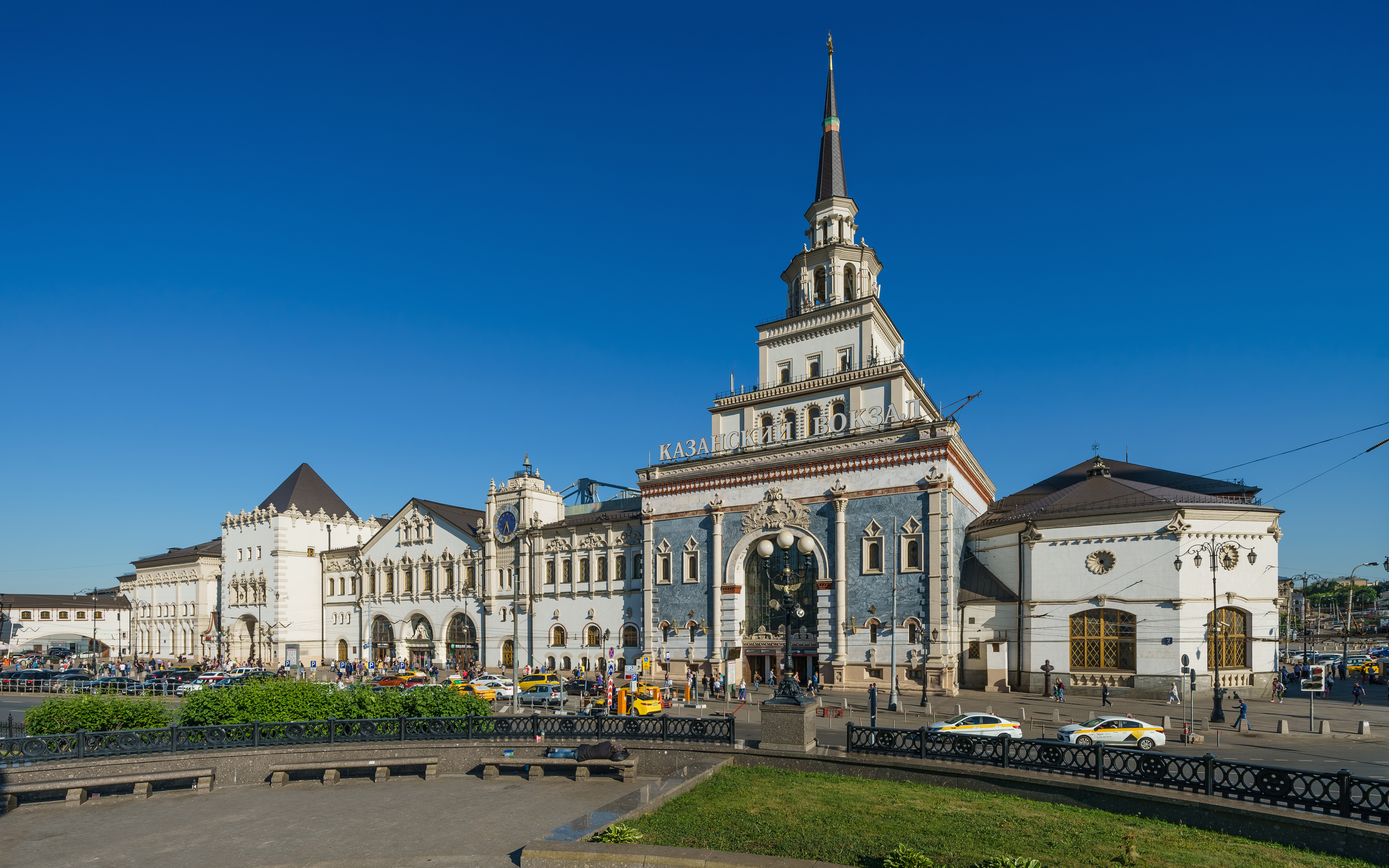
Stazione Kazanskij a Mosca
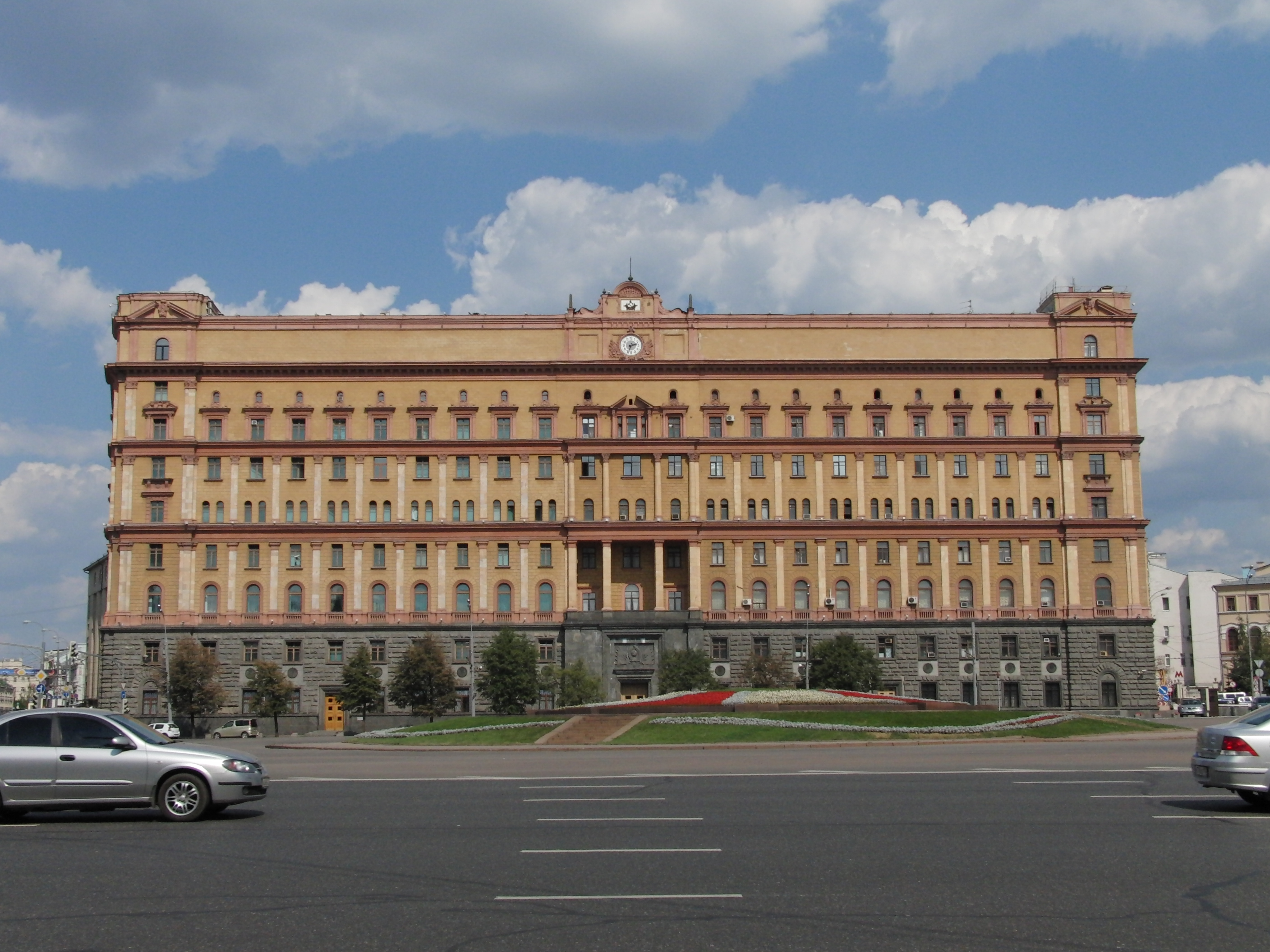
Edificio Lubjanka a Mosca
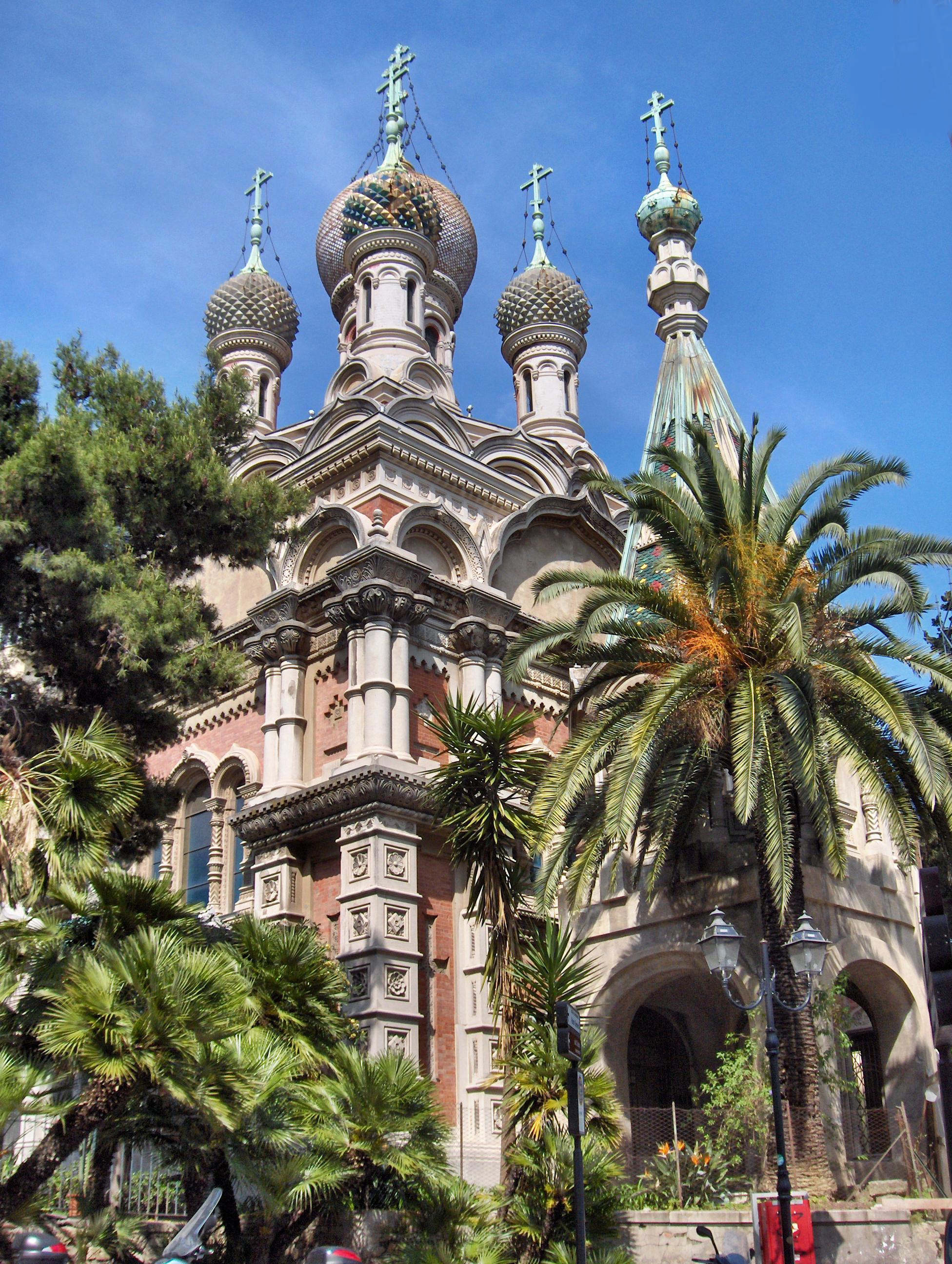
Chiesa russa a Sanremo
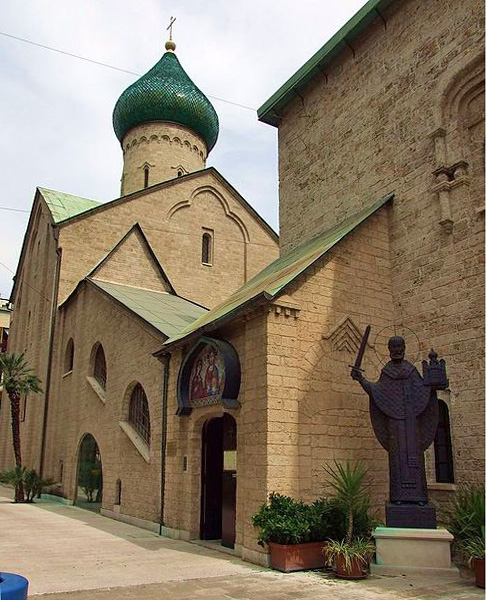
Chiesa russa a Bari

## Onorificenze
Tra i vari riconoscimenti ottenuti vennero conferite a Ščusev le seguenti onorificenze: